# Edward Faulkner
Edward Faulkner (* 29. Februar 1932 in Lexington, Kentucky als Fielden Edward Faulkner II.) ist ein amerikanischer Film- und Fernsehschauspieler.

## Leben
Faulkner hat eine ältere Schwester. Sein Vater war Baustoffhändler, seine Mutter Klavier- und Musiklehrerin. Nach seiner Militärzeit lernte er über gemeinsame Freunde den Film- und Fernsehregisseur Andrew V. McLaglen, Sohn des Schauspielers Victor McLaglen, kennen und kam über ihn zur Schauspielerei. Als Anfangsgehalt erhielt er rund 80 Dollar die Woche, wobei ihm seine Fähigkeiten als Reiter halfen, schnell viele Jobs in Westernfilmen und -serien zu ergattern.
Erste Fernsehrollen spielte Faulkner ab dem Jahr 1958, sein erster Kinofilm wurde Café Europa mit Elvis Presley. Bekannt ist er heute vor allem als Nebendarsteller in sechs Filmen mit John Wayne, angefangen mit MacLintock (1963) und endend mit Rio Lobo (1970). Dabei befreundeten sich Wayne und Faulkner auch privat. Häufig wurde Faulkner in Kampf- und Prügelszenen eingesetzt, wobei er nach eigenen Angaben so gut wie immer verlor, da er meist unsympathische Rollen spielte. Neben Kinofilmen hatte er Auftritte in vielen Serien der 1960er- und 1970er-Jahre.
Nach dem Ende der 1970er-Jahre stand er nur noch sporadisch vor der Kamera, nach eigener Auskunft hatte er in seiner Zeit in Hollywood ein gutes Vermögen gemacht. Sein Schaffen umfasst annähernd 100 Produktionen.

## Privates
Edward Faulkner war seit 1954 mit der Schauspielerin Barbara Faulkner (1932–2013) verheiratet. Gemeinsam haben sie drei Töchter und einen Sohn sowie fünf Enkelkinder. Stand 2019 lebte er in einem Seniorenheim in Oceanside, Kalifornien.

## Filmografie (Auswahl)
Filme
- 1960: Café Europa (G.I. Blues)
- 1963: MacLintock (McLintock!)
- 1965: Der Mann vom großen Fluß (Shenandoah)
- 1965: Cowboy-Melodie (Tickle Me)
- 1965: Wie bringt man seine Frau um? (How to Murder Your Wife)
- 1966: Verhängnisvolle Fracht (The Navy vs. the Night Monsters)
- 1968: Die Unerschrockenen (Hellfighters)
- 1968: Die grünen Teufel (The Green Berets)
- 1969: Die Unbesiegten (The Undefeated)
- 1970: Chisum
- 1970: Swing Out, Sweet Land
- 1970: Rio Lobo

Fernsehen
- 1958–1962: Have Gun – Will Travel (13 Folgen)
- 1959–1964: Tausend Meilen Staub (Rawhide, 7 Folgen)
- 1959–1972: Rauchende Colts (Gunsmoke, 6 Folgen)
- 1961–1966: Bonanza (3 Folgen)
- 1967: Laredo (Folge 2x19 The Other Cheek)
- 1969: Ihr Auftritt, Al Mundy (It Takes a Thief, Folge 3x6 The Blue, Blue Danube)
- 1972: Cannon (Folge 1x19 The Island Caper)
- 1974: Abenteuer im Weltraum (Stowaway to the Moon)
- 1977: Der Sechs-Millionen-Dollar-Mann (The Six Million Dollar Man, Folge 4x18 Carnival of Spies)